# ソックス (猫)
ソックス（Socks Clinton、1989年 - 2009年2月20日）は、アメリカン・ショートヘア種のオス猫である。もともと野良猫だったソックスはビル・クリントンの娘チェルシーに拾われ、やがてファースト・ファミリーの一員となった。黒白のぶち猫だったソックスは、クリントンが大統領任期中に一家で飼っていた2匹のペットのうちの1匹で、クリントンが大統領を退任した後は秘書のベティ・カーリーに引き取られた。

## 生涯
ソックスはもともと野良猫で、アーカンソー州リトルロックで兄弟の猫「ミッドナイト」とともに暮らしていた。2匹が住まいとしていた場所は、チェルシー・クリントンの音楽教師を務めていた人物の家の軒下だったが、この音楽教師は2匹に近づくことさえできなかったという。チェルシーが2匹を見つけて近寄ると、ソックスは自らその腕に飛び込んでいった。こうしてソックスはクリントン家のペットになり、ミッドナイトもよい家庭に引き取られていった。
クリントンがアーカンソー州知事からアメリカ合衆国大統領に就任すると、ソックスもホワイトハウスに住むことになった。ソックスはホワイトハウス内を自由に歩き回って、日向ぼっこやうたた寝など気ままに過ごした。時には公式の場にも登場して、大統領の紋章付きの猫用キャリーバッグに入れられて学校や病院などに出かけることもあった。クリントン政権時代、ホワイトハウスの子供向けウェブサイトは漫画化したソックスのキャラクターを案内役として採用していた。
ソックスの存在はマスコミに注目され、多くのカメラマンがその姿を追い回した。その中には、イヌハッカでソックスを手なずけようとする者さえいた。やがて自由に行動させるのは危ないということになって、ソックスは長い革紐で拘束されることになった。ソックスにとってさらに不愉快だったのは、1997年12月に「ファースト・ドッグ」となったラブラドール・レトリーバー種のオス犬「バディ」の存在であった。

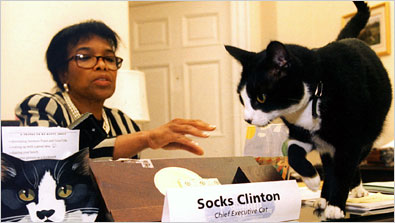
ソックスとベティ・カーリー

ヒラリー・クリントンによると、ソックスは陽気でやんちゃなバディを「ひと目で、しかも永久に」嫌いになったという。そのためクリントン一家は、この2匹に別々の居場所を与えるために苦心することとなった。2001年1月、大統領の任期を終えたクリントンの一家がホワイトハウスを出た後に移り住んだニューヨーク州の小さな家では、2匹を別々にしておくのが困難になったため、ソックスはクリントンの秘書ベティ・カーリーに引き取られることになった。
これはソックスとカーリーが親しい間柄だったため、引退後の生活を一緒に楽しく送ってもらいたいとのクリントン一家の計らいでもあった。ソックスはカーリー夫妻に引き取られ、ワシントンから約60マイル（約96.6キロメートル）離れたメリーランド州ハリウッドで静かな余生を送った。2008年6月にソックスは腎臓疾患や甲状腺異常、体重減少や脱毛などで健康を損ねていた。同年12月には、ソックスがガンに罹患していることが判明した
。顎部分のガンを患った後、2009年2月20日にソックスは安楽死でその生涯を終えた。
なお、ヒラリー・クリントンは1998年に子供向けの本『Dear Socks, Dear Buddy: Kids' Letters to the First Pets』（en:Dear Socks, Dear Buddy ）を執筆した。この本には、ホワイトハウスの「ファースト・ペット」ソックスとバディに宛てた子供たちからの50通以上の手紙の抜粋と、80枚以上のソックスとバディの写真が載せられている。